# 235 (عدد)
235 هو عدد صحيح  طبيعي بين 234 و236

## في الرياضيات

### خصائص
- 235عدد فردي
- 235عدد ناقص
- 235 عدد مضلعي (مسبعي-25 أضلاع-...)